# Pirajoux
Pirajoux település Franciaországban, Ain megyében. Lakosainak száma 400 fő (2022. január 1.). Pirajoux Beaupont, Coligny, Cormoz, Domsure, Foissiat, Marboz és Villemotier községekkel határos.

## Népesség
A település népességének változása:
| Lakosok száma | 375  | 294  | 304  | 308  | 400  | 393  | 408  | 420  | 413  | 400  |
|               | 1968 | 1982 | 1990 | 2006 | 2013 | 2015 | 2017 | 2019 | 2020 | 2022 |